# Beilrode
Beilrode là một đô thị trong huyện Nordsachsen, bang tự do Sachsen, nước Đức. Đô thị Beilrode có diện tích 36,18 km², dân số thời điểm ngày 31 tháng 12 năm 2005 là 2648 người.